# Literatura LGBT de Venezuela

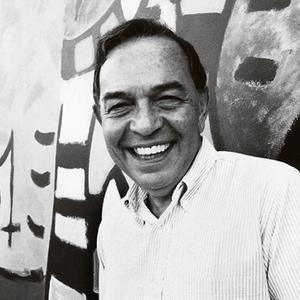
Isaac Chocrón, considerado uno de los mayores representates de la narrativa LGBT venezolana.

La literatura LGBT de Venezuela comprende las obras literarias escritas por autores venezolanos que involucren tramas, temáticas o personajes que formen parte o estén relacionados con la diversidad sexual. Históricamente, la literatura venezolana ha tenido entre sus inquietudes centrales la idea de la construcción de nación y la violencia, ambas temáticas abordadas desde un punto de vista tradicional masculino, por lo que la sexualidad, y en particular la diversidad sexual, ha recibido poco interés académico como temas literarios.
Las primeras referencias a la homosexualidad o a interacciones homoeróticas en la literatura venezolana ocurrieron a finales del siglo XIX, en obras como Débora (1884), de Tomás Michelena, o algunas novelas de Manuel Vicente Romero García, aunque en estos casos se trató de referencias menores en tono de mofa. De las primeras décadas del siglo XX destaca la figura de Teresa de la Parra, escritora lesbiana que, aunque nunca reconoció públicamente su homosexualidad, escribió obras en que académicos contemporáneos han identificado elementos homoeróticos femeninos, como la novela Ifigenia (1924).
Durante la segunda mitad del siglo XX surgió la figura de Isaac Chocrón, considerado un escritor pionero en la narrativa homosexual masculina venezolana y que produjo un extenso corpus de obras que indagaron temáticas LGBT. Entre ellas se encuentra la pieza teatral La revolución (1971), que, a través de la historia de un hombre homosexual que se siente muy viejo para continuar realizando espectáculos de transformismo, marcó un nuevo momento en la caracterización de personajes LGBT: pasaron de ser caricaturas para generar burla a representar individuos más complejos, con agencia propia. Otra obra emblemática de Chocrón fue la novela Pájaro de mar por tierra (1972), que sigue la historia de un joven bisexual llamado Miguel que emigra a Nueva York en medio del proceso de forjamiento de su identidad, pero que tras explorar su sexualidad termina regresando decepcionado a Venezuela.
Tanto en las obras de esta época de Chocrón como en obras publicadas por otros autores, era común que los personajes LGBT encontraran finales trágicos. También era recurrente que la homosexualidad fuera explorada de forma negativa, por ejemplo en obras de narrativa corta de autores como Ednodio Quintero, Luis Barrera Linares y Alberto Jiménez Ure. Otros autores venezolanos que surgieron durante la segunda mitad del siglo XX y que escribieron desde la diversidad sexual, son José Balza, Francisco Rivera, Marco Antonio Ettedgui y Boris Izaguirre.
A diferencia de la literatura LGBT masculina y de la producción existente en otros países de la región, el lesbianismo fue un tema poco explorado y estudiado en las letras venezolanas del siglo XX. Exceptuando las sugerencias homoeróticas en algunas de las obras de Teresa de la Parra de la primera mitad del siglo, tendrían que pasar décadas antes de que escritoras locales como Dinapiera Di Donato y Ana Teresa Torres volvieran a abordar la homosexualidad femenina. En 1991, Di Donato publicó el libro de cuentos Noche con nieve y amantes, considerada la primera obra abiertamente lésbica escrita por una venezolana. Torres, por su lado, publicó en 2001 La favorita del señor, novela notoria en la narrativa erótica.
Aunque la llegada del siglo XXI trajo consigo la publicación de obras con personajes LGBT más complejos retratados en sociedades con menos prejuicios, continuaron siendo comunes las representaciones negativas de la homosexualidad, particularmente en el cuento. Otros autores, como Gisela Kozak, comenzaron a subvertir de forma mucho más directa las concepciones heteronormativas de la sociedad, en obras como Todas las lunas (2011), novela que muestra una sociedad utópica en que los personajes pueden explorar su sexualidad sin miedo a ningún prejuicio. Otros autores contemporáneos que han abordado de forma reiterada la diversidad sexual incluyen, por ejemplo, a Manuel Gerardo Sánchez.

## Primeras representaciones
Las primeras representaciones de homosexualidad u homoerotismo en la literatura venezolana tienen su origen en la narrativa de finales del siglo XIX. Un ejemplo temprano es Débora (1884), novela de Tomás Michelena de carácter moralista que aborda el adulterio y que contiene escenas de tono homoerótico entre los personajes masculinos que buscan la atención de la protagonista. Otros personajes explícitamente homosexuales aparecen retratados a la vez en algunas obras de Manuel Vicente Romero García de la época. Marcelo, novela escrita por Romero en 1890, presenta a un mesero homosexual que atiende entre ademanes amanerados al protagonista, en una escena que otorga al personaje un carácter ridículo y donde es descrito como «fámulo de voz mujeril y voluptuoso sandungueo». Otra novela de Romero que incluye un personaje homosexual es Peonía (1890).
El abordaje de la diversidad sexual con la intención de generar mofa también está presente en La barba no más (1922), pieza teatral de Leopoldo Ayala Michelena. En la obra, Ayala incluye un peluquero homosexual llamado Serapio con características femeninas exageradas que busca crear un nuevo peinado y que solo atiende a mujeres. El protagonista, un peluquero heterosexual de nombre Caralampio, expresa en la obra su odio contra este amaneramiento, de este modo ejemplificando la mirada de la época hacia la homosexualidad, que era vista con rechazo o como motivo de burla.
En 1924, Teresa de la Parra publicó la novela Ifigenia, que catedráticos han señalado por su posible contenido homoerótico. La sexualidad de la propia De la Parra empezó a ser revaluada décadas después de su fallecimiento por personalidades como Sylvia Molloy, en particular su relación con Lydia Cabrera, quien vivió con ella hasta su muerte y quien habría sido su pareja sentimental. Entre las pruebas de ello, se encuentran los propios diarios originales de De la Parra, en los que contaba que ella y Cabrera dormían en la misma cama.
En Ifigenia, investigadores como Dolores Alcaide Ramírez han señalado elementos de la relación de amistad de María Eugenia, la protagonista de la novela, con los personajes de Cristina y Mercedes que pueden ser leídos como pistas de un amor romántico platónico. En el caso de Cristina, a quien la protagonista conoce durante la adolescencia, las descripciones que realiza la autora están constantemente cargadas de descripciones detalladas sobre su físico e intelecto, que cautivan a María Eugenia y la convierten en ferviente admiradora de su amiga. Esta posible lectura se ve respaldada con la reacción de María Eugenia a la carta en que Cristina le anuncia su matrimonio, que la protagonista toma como una traición y el fin de la intimidad entre ambas.
En el caso de Mercedes, la admiración que ella despierta en María Eugenia es mucho más marcada y explícita, con descripciones que se centran en el efecto que le provoca su perfume, su voz y su físico, que la protagonista describe como «gentil y radiante, como la de una reina». La intensidad de esta reacción es señalada por académicos como Gisela Kozak en fragmentos como el siguiente:

Cuando, al salir por fin de la penumbra me fui a saludarla, llevaba preparada mentalmente una frase muy expresiva, en la cual pensaba demostrarle mi exaltada admiración. Pero no bien me miró con sus ojos brillantes y curiosos de crítica finísima, y no bien aspiré yo el perfume sutil que como una flor exhalaba de su persona, cuando me sentí invadida por la parálisis absoluta de la timidez. Por lo tanto, después de haberme acogido y abrazado con esa naturalidad y soltura que son su principal atractivo, a mí, en correspondencia, sólo me fue dado el murmurar unas cuantas frases breves y corteses.  (...) Yo, entonces,  (...) comprendí al punto, que más grande aún que su belleza, era su encanto, es decir, que llevaba a lo supremo de la perfección el arte de interpretarse a sí misma; porque mientras hablaba, la boca, las manos, los ojos, la cabeza, la voz, la sonrisa, todo, iba completando sutil y armoniosamente, con mil matices deliciosos, el sentido que expresaban las palabras.

El escritor maracaibero Andrés Mariño Palacio fue otro de los autores que incluyó personajes homosexuales durante la primera mitad del siglo, como por ejemplo en la novela Los alegres desahuciados (1948).

## Segunda mitad delsigloXX
La literatura LGBT masculina en Venezuela tiene como punto de inflexión la aparición de la figura de Isaac Chocrón, considerado uno de los mayores dramaturgos nacionales de su tiempo y quien a partir de la segunda mitad del siglo XX produjo un extenso corpus de obras pioneras en su indagación de distintos aspectos de la homosexualidad en la sociedad de la época. La primera de ellas en centrarse en la homosexualidad como temática principal fue la obra teatral La revolución (1971), que cuenta en dos actos la historia de un hombre homosexual con sobrepeso llamado Gabriel que se siente muy viejo para continuar trabajando en cabarés como drag queen. Durante la obra, Gabriel anuncia el pronto inicio de su espectáculo, que se retrasa de forma reiterada debido a que se haya enfrascado en rememorar escenas de su juventud. Finalmente, Gabriel entra en un altercado con su ayudante que termina en la muerte del primero a causa de una herida de bala. En cuanto a su representación de la homosexualidad, La revolución tiene un puesto primordial por marcar un cambio en cuanto a la caracterización de personajes homosexuales: de ser sujetos en ambientes heterosexuales usados para generar burla en el lector, pasaron a ser personajes más complejos, con una sexualidad activa y agencia propia.
Al año siguiente, Chocrón publicó la novela Pájaro de mar por tierra (1972), considerada su obra de temática LGBT principal. La trama de la novela sigue la historia de Miguel «Micky» Casas, un joven bisexual de diecinueve años que deja su vida en Caracas para forjarse una nueva identidad en Nueva York. En esta ciudad, Miguel pasa por la prostitución, una relación con un hombre llamado Frank y un desencanto general que posteriormente lo llevan a regresar a su tierra de origen, donde se enamora de una enigmática mujer llamada Gloria. Marcado por el desarraigo, Miguel busca constantemente emanciparse para hallarse a sí mismo. No obstante, al igual que en La revolución, al final termina encontrando un final trágico.

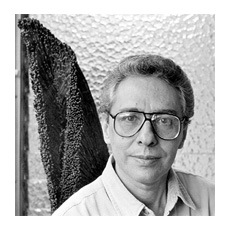
José Balza, autor de Largo (1968)

El desencanto en la vida de personajes de sexualidad diversa en distintos estratos de la sociedad venezolana fue uno de los temas recurrentes de la escritura de José Balza, quien durante las décadas previas al siglo XXI publicó varias obras de temática LGBT. En Largo (1968), Balza incluye una escena de sexo homosexual en que el personaje de Adriano, quien solo podía concebir su deseo por hombres al imaginarse en el rol activo, termina siendo penetrado por otro hombre en un fragmento con lenguaje poético donde el autor expresa que «antes del amanecer, todos los zócalos del sur de la ciudad estaban impregnados con sus caricias». En Medianoche en video: 1/5 (1988), por su lado, cuenta una experiencia en un club sexual en donde la unión de los cuerpos se fusiona con diversas escenas que saltan de una ubicación a otra.
Como se observa en las obras de estos años de Chocrón y en algunos aspectos de las de Balza, la homosexualidad en la narrativa venezolana de la época solía ser representada en contextos trágicos. De acuerdo al académico Steven Bermúdez, era además común la presencia de una visión heteronormada y negativa de la diversidad sexual, lo que se puede apreciar en cuentos como «Volveré con mis perros» (1975), de Ednodio Quintero; «Nunca lloverá» (1985), de Luis Barrera Linares; y «Travestido» (1986), de Alberto Jiménez Ure. El cuento de Quintero narra la historia de un hombre mayor que conoce a un joven en un bar y que, luego de que el segundo se emborracha, aparentemente abusa sexualmente de él, lo que despierta el odio y la sed de venganza del joven. No obstante, la obra a la vez revela una posible orientación sexual diversa en el joven, aunque esta es supuestamente explicada en la costumbre de su madre de vestirlo con ropa femenina de pequeño, lo que, en palabras del narrador, lo habría «deformado». El odio hacia esta sexualidad es luego expresado por el narrador en la escena de la violación en los siguientes términos:

Embrutecido de alcohol, caíste en el piso, largo y hermoso como una palmera, y te gocé en cada agujero, y hurgué dentro de ti como perro hambriento en montón de basura... Yo no supe la hora en que te fuiste, avergonzado de tu cuerpo, arrebatado de asco y de rencor. Y no escuché el golpe de la puerta ni la amenaza de tus labios como una maldición: «Volveré con mis perros, viejo maricón».

Según la apreciación de Bermúdez, «Travestido» (1986), de Alberto Jiménez Ure, toma un tono más turbador en su exploración negativa de la homosexualidad en comparación con «Volveré con mis perros». En el cuento, un joven llamado Arturo le confiesa su deseo a un muchacho homosexual llamado Luis al revelarle que: «Desde mi apartamento, angustiado, siempre te observo... Me masturbo y sufro». Ambos se entregan a la pasión pero Arturo es asesinado durante el acto sexual. Posteriormente, a Luis le empieza a crecer una protuberancia en el cuello que pronto descubren que se trata de un feto, que nace deforme y podrido, como símbolo del producto de la pasión homosexual.
Otros autores LGBT que surgieron durante la década de 1970 y 1980 incluyen a John Petrizzelli Font, quien en 1978 publicó su libro de cuentos Negro lógico; Marco Antonio Ettedgui, quien murió en 1981 a los 22 años pero quien fue influyente por unir en presentaciones escritura, teatro y arte conceptual; y Francisco Rivera, quien en 1990 publicó la novela Voces al atardecer, que a través de distintos géneros literarios explora la vida de un grupo de intelectuales venezolanos de diversas orientaciones sexuales. Del lado de la poesía, destacó la figura de Armando Rojas Guardia, quien reflexionó en su obra sobre su condición como creyente religioso homosexual y exploró el deseo hacia otros hombres en poemas que empleaban pronombres de forma ambigua y se centraban en aspectos sensuales relacionados a los sentidos, como se muestra en los siguientes versos:

Me despierta Tu olor entre las sábanas.
Vengo junto a ti, que te me expandes
en la carne agradecida, con ímpetu solar.
Digo Junto a ti. Vuelvo a decirlo.
Y para algunos, poquísimos amigos
es hoy este rubor confidencial: nadie sabe
que, a Tu sombra, gusto vivo,
el ápice frutal de mi deseo sabe intacto,
anterior al paladar de su lenguaje.

Los efectos que la pandemia de VIH/sida tuvo sobre las poblaciones LGBT fue otro tema abordado en la literatura de finales de siglo. Isaac Chocrón fue el primero en retratar el tema, en su novela Toda una dama (1988), que en sus capítulos finales incluye el drama de los afectados por la enfermedad. Una exploración más amplia tiene en Escrito y sellado (1993), obra teatral del mismo Chocrón que trata sobre el reencuentro de dos amigos homosexuales varios años después de haberse separado. Uno de ellos se encuentra bastante afectado por el fallecimiento de una antigua pareja llamada Luis, debido a complicaciones por el sida. La obra muestra un cambio en cuanto a la representación de los personajes LGBT por parte de Chocrón, que de haber sido antes marginados y vivir en la pobreza, son ahora profesionales que se han insertado exitosamente en la sociedad. En cuanto al abordaje del VIH, el personaje de Miguel, que al principio de la obra se encuentra deprimido luego de enterarse de haber sido infectado, pasa a aprender a vivir con el virus y adoptar una vida saludable para poder controlarlo como enfermedad crónica. Una representación más luctuosa ocurre en la novela testimonial Jeremías el replicante (1991), donde José Vicente De Santis recuenta su experiencia como prostituto y modelo antes de enterarse estar infectado con VIH, y luego el rechazo que sufre al buscar ayuda de una sociedad moralizante que lo condena por su sexualidad.
Tras las sugerencias homoeróticas en la obra de Teresa de la Parra, no sería hasta 1991 que otra escritora venezolana publicaría una obra narrativa que abordara la homosexualidad femenina. Esta obra fue el libro de cuentos Noche con nieve y amantes y llegó de la mano de la poeta y narradora Dinapiera Di Donato, que de este modo se convirtió en la primera en indagar de forma abierta el lesbianismo en la narrativa venezolana.

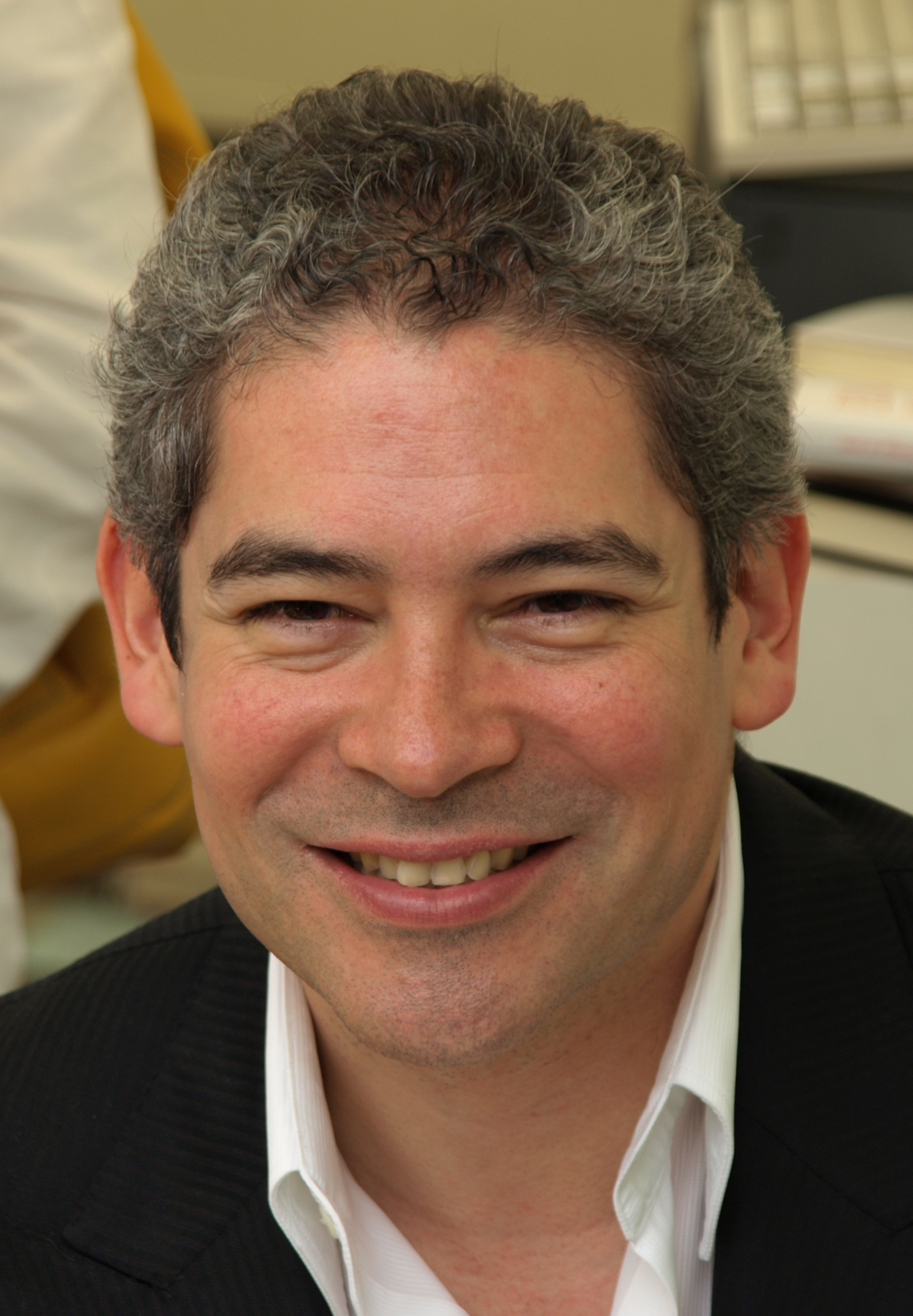
Boris Izaguirre, autor de la novela El vuelo de los avestruces (1991)

El año de 1991 trajo además la publicación de El vuelo de los avestruces, primera novela de Boris Izaguirre y que, a diferencia de obras anteriores sobre la homosexualidad masculina, abordó la temática de forma mucha más alborozada e irónica. Descrita por el autor como un «Huckleberry Finn caribeño», la novela tiene como protagonista a un hombre gay enano que se mueve en el Caracas de finales de la década de 1980. Izaguirre continuó explorando la diversidad sexual en sus novelas posteriores, entre ellas Azul petróleo (1999) y 1965 (2002), la segunda de las cuales trata sobre la construcción de la identidad del hombre homosexual migrante.
Del lado de la no ficción, la escritora venezolana Gisela Kozak empezó a abordar la homosexualidad femenina desde la academia a partir de 1996. En esta década además aparecieron varios libros de poesía venezolana con textos lésbicos, entre ellos: El arte de la pérdida (1991) y El largo viaje a casa (1994), de Verónica Jaffé; Olimpya (1992), de Manón Kübler; y Sextinario (1999), de Ana Nuño.
Otra figura notoria en la poesía LGBT venezolana de finales de siglo fue Esdras Parra, poeta trans santacrusense, quien a pesar de haber sido publicada en vida en varios medios venezolanos conocidos y haber inspirado obras como la pieza teatral Al pie del Támesis (2008), de Mario Vargas Llosa, fue en gran parte olvidada tras su muerte. Como señala la editora Jamie Berrout, a diferencia de otras poetas trans de la época, la poesía de Esdras tenía un carácter más místico y arraigado a la geografía andina antes confesional o autobiográfico. Un ejemplo de su escritura puede verse en el siguiente fragmento, que el poeta Isadoro Saturno calificó como «casi un himno a la transición»:

Debes escuchar el crujido de tus huesos
ellos te llevan hacia el alto mar
al zumbido de la higuera
forman el tiempo que aún permanece frío
o se adormecen despidiéndose de tu muerte única
está presente aquí el grano y la cosecha
sobre todo la inmensidad turbadora
de la piedra que nace de sí misma
hacia los años futuros.

## SigloXXI
El inicio del siglo XXI trajo la publicación de obras como la novela La favorita del señor (2001), de Ana Teresa Torres y considerada una de las más importantes novelas lésbicas eróticas de la literatura venezolana por críticas como Gisela Kozak. La obra, que fue finalista del Premio La sonrisa vertical, sigue la historia de una mujer árabe experta en las artes amatorias que es traída a la Europa de la Edad Media. Como señala Kozac, el estilo de esta obra puede apreciarse en fragmentos como el siguiente:

Quería tomar su pelo para tapar en él mi cara y oler su perfume de modo que se adhiriera a mi piel hasta que exhalara de mi propio interior. Y sentía un impulso irrefrenable, quería que Naryis obligara a mi cuerpo, aún más pequeño que el suyo, a arquearse boca abajo mientras ella se cimbreaba sobre mí como si se tratara de una animal de dos cabezas. Deseaba que Naryis hundiera su mano en mi vacío y todo mi cuerpo ardía en el solo pensamiento de que nadara en el pozo más profundo, mientras mi boca recibía a la suya y yo saboreaba su saliva como la más intensa bebida. Y todo lo que deseaba ocurrió.

Las obras de Isaac Chocrón de estos años vieron también un cambio positivo en cuanto a la representación de personajes LGBT, de los finales trágicos de sus obras del siglo pasado, piezas como Pronombres personales (2002), El vergel (2005) y Navega'os (2006), pasaron a mostrar personajes homosexuales de distintas edades que han dejado de sufrir persecución y que ahora forman parte integral de las sociedades que habitan.
Aunque obras como La favorita del señor y las de Chocrón empezaron a abordar de forma más abierta y con menos prejuicios la homosexualidad, en general, una parte considerable de las representaciones en la narrativa de principios del siglo XXI mantuvieron las connotaciones negativas o ambiguas respecto a la diversidad sexual. Los microcuentos «Asuntos delicados de la selva» (2010) y «El camino de Swan» (2011), escritos respectivamente por Alberto Barrera Tyszka y Enrique Plata, por ejemplo, mostraron la homosexualidad entre hombres como característica incompatible con la masculinidad y que lleva al desprecio y el rechazo. La muerte prematura como destino final del sujeto homosexual continuó también presente, en obras de narrativa corta como Falsas apariencias (2004), de Chocrón, o Dime cuántos ríos son hechos de tus lágrimas (2015), de Jorge Rodríguez Gómez.
Una visión más ambigua de la diversidad sexual, en cambio, apareció en autores como Rodrigo Blanco Calderón y Ángel Gustavo Infante. En el caso de Blanco Calderón, su cuento «Una larga fila de hombres» (2007) cuenta la historia de un hombre que empieza a fantasear con tener relaciones sexuales con otro y que reivindica el hecho de ser penetrado como una muestra de valor y hombría. No obstante, en el último momento se arrepiente y golpea salvajemente al hombre con quien se encontraba. «Una mujer por siempre jamás» (2014), de Infante, es similar por el despertar del deseo homoerótico en un hombre heterosexual. En el cuento, un joven se muda a una pensión regentada por un homosexual llamado Elio y ambos se vuelven amigos. Aunque al final el protagonista abandona a Elio a merced del peligro, la curiosidad lo había llevado antes a explorar con él su sexualidad:

Bebimos en silencio y la figura de Elio creció hasta envolverme en los mantos de satén. El tiempo dejó de importarme. Solo unos minutos íntimos rodearon mi repentina erección y las destrezas felativas de Elio, y se acoplaron al sofá cuando tomé su trasero rasurado para penetrarlo lenta, temerosa, asquerosamente bien.

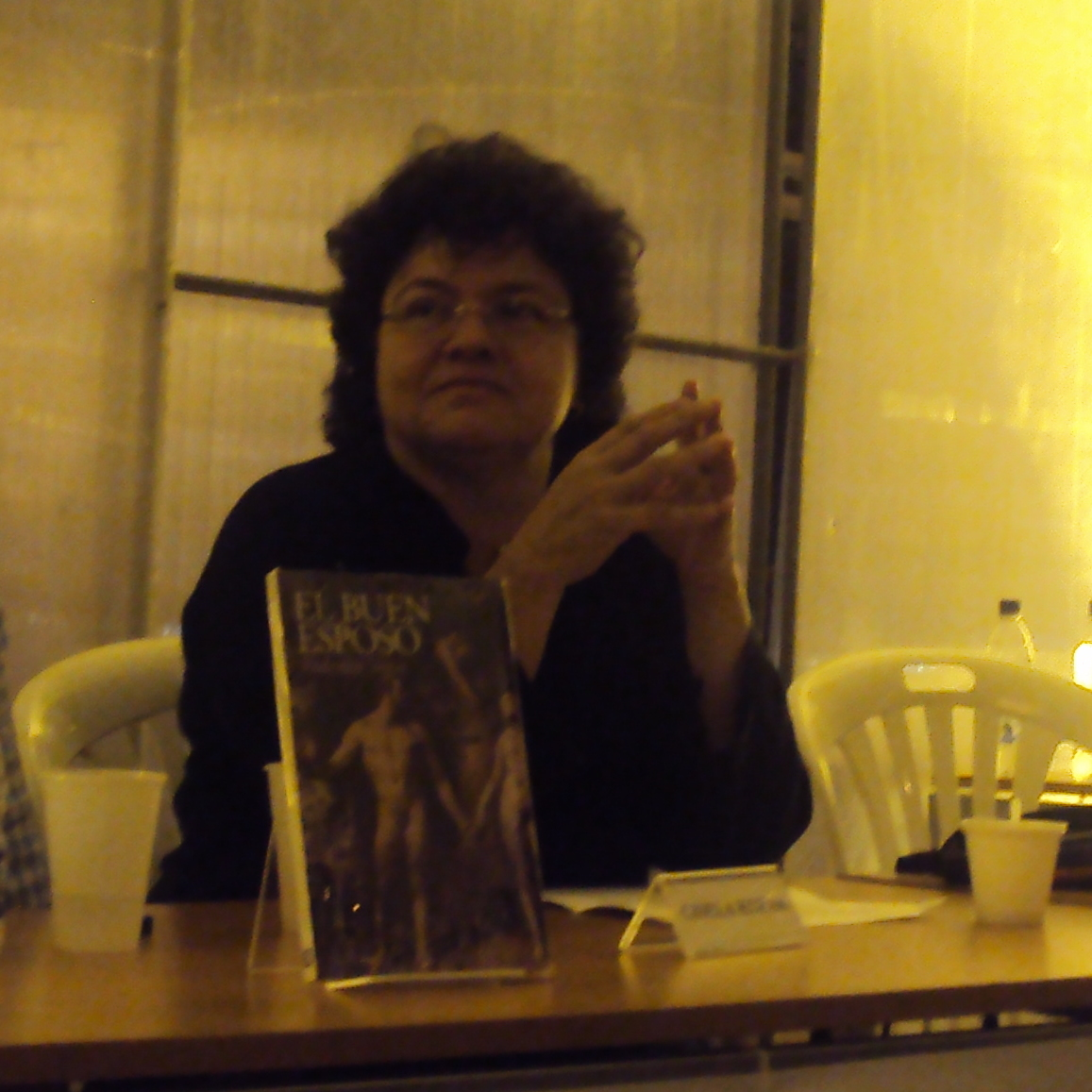
Gisela Kozak en 2013

De estos años son también varias obras de Gisela Kozak, quien, según señala la académica Nathaly Ponce Ulloa, abordó temáticas lésbicas subversivas en su escritura, empezando por cuentos como «Dead can dance» y «Detrás del deseo», pertenecientes al libro Pecados de la capital. El tema vuelve a aparecer de forma reiterada en su libro de relatos de corte político En rojo (2011), además de en su novela Todas las lunas (2011). Esta obra, que presenta de forma fragmentada la historia de varias mujeres, muestra una sociedad que ha dejado atrás la censura y los prejuicios y donde la homosexualidad es totalmente aceptada. En medio de esta sociedad, caracterizada por Ponce Ulloa como utópica, una de las protagonistas conoce el placer en amar a otra mujer.

La besé como ella a mí y conocí uno de los más grandes placeres de amar a otra mujer: sentirla ceder ante el ímpetu de una caricia, percatarse de la manera en que el cuello se echa levemente hacia atrás por el beso; sostener su desmayo con mis brazos; caer en cuenta del retroceso de su lengua frente al empuje de la mía.

La situación política producto de la revolución bolivariana también ha tenido un efecto en la literatura LGBT venezolana reciente. El tema es indagado en varios cuentos de Kozak, así como en la obra de escritores como Manuel Gerardo Sánchez, quien publicó en 2020 la novela El revuelo de los insectos, obra que trata sobre un país caribeño en que un revolucionario instaura un régimen autoritario distópico mientras un grupo de hombres empiezan a descrubir su sexualidad. Sánchez, quien emigró de Venezuela a España, continuó explorando la temática en años posteriores, como en su novela En verano duele más (2023), que tiene como protagonista a un adolescente libanés migrante que es rechazado por su familia debido a su orientación sexual y que fue abusado en su infancia.
En años recientes, distintas iniciativas han buscado promover una mayor visibilización de la literatura LGBT venezolana, entre ellas certámenes nacionales de poesía LGBT. También se ha abordado el tema desde la no ficción, con obras como Historia del movimiento LGTBI en Venezuela 1970-2000 / 2001-2021 (2022), considerado como el primer libro histórico sobre el activismo LGBT en Venezuela.